# Schielo
Schielo là một làng thuộc huyện Harz, Saxony-Anhalt, Đức. Từ ngày 1 tháng 8 năm 2009, làng là một phần của thị trấn Harzgerode.

## Lịch sử
Schielo được thành lập vào ngày 21 tháng 8 năm 1430. Sau khi được thành lập đây là một nơi hoang vắng. Hơn một nửa số dân tới đây vào khoảng năm 1900 với sự hoạt động của các xưởng giỏ thủ công. Với việc trồng hạt dẻ bị suy giảm, nông dân phụ thuộc vào nghề đan giỏ.
Năm 1905, một viện điều dưỡng bệnh lao đã được mở trong cộng đồng, bệnh viện là một viện điều dưỡng cho bệnh nhân có bệnh tim mạch 1975-1978. Ngôi nhà hiện đã được chuyển đổi thành một nhà dưỡng lão.
Ngày 01 Tháng 8 năm 2009, Schielo cùng với Güntersberge Harzgerode và cộng đồng Dankerode, Königerode, Siptenfelde và Strassberg hợp thành thành phố mới Harzgerode.